# Cabera quadrifasciaria
Cabera quadrifasciaria là một loài bướm đêm trong họ Geometridae.